# トレント・ボールト
トレント・アレキサンダー・ボールト（英: Trent Alexander Boult、1989年7月22日 - ）は、ニュージーランド出身の元ロクリケット選手。ニュージーランド代表。ポジションはボウラー。

## 概要
2010年代を代表するクリケット選手の一人。クリケットのバイブルとして知られるウィズデン・クリケッターズ・アルマナックによって、2010年代のODI方式のワールドイレブンに選出された。